# Otto Steinert
Otto Steinert (* 12. Juli 1915 in Saarbrücken; † 3. März 1978 in Essen) war einer der bedeutendsten deutschen Fotografen der Nachkriegszeit.

## Leben

### Herkunft und Ausbildung
Otto Steinert, Sohn eines Vertreters, begann schon im Alter von 14 Jahren mit der Fotografie. Die ältesten bekannten Aufnahmen stammen von 1929. Er interessierte sich ebenso für die technischen Aspekte der Fotografie und baute sich eine eigene Kamera. 1934 begann er sein Medizinstudium in München, wechselte dann 1935 nach Marburg und 1936 nach Rostock. Im selben Jahr trat Steinert in die NSDAP ein. 1937 studierte er erst in Heidelberg weiter, trat dann aber schon im April in die Wehrmacht ein und war Fahnenjunker in einem Sanitätskorps.
Er verfolgte danach sein Studium weiter in Berlin, München und wieder Berlin, wo er 1939 an der Charité promovierte. 1940 nahm er als Assistenzarzt am Westfeldzug in Frankreich, 1941 bis 1943 erst als Oberarzt und dann als Stabsarzt im Russlandfeldzug teil. 1943 heiratete er Marlis Gertrude Johanna Damler. Steinert blieb bis zum Ende des Zweiten Weltkrieges als Referent des Heeresarztes im Generalstab des Heeres in Berlin. 1945 ging er nach Kiel und arbeitete an der dortigen Universität als Assistenzarzt.

### Wirken als Fotograf
Von 1947 bis 1948 arbeitete Steinert in der Foto- und Kinohandlung von Franz Altenkirch. Im dortigen Labor entstanden bereits einige seiner frühen Fotomontagen und Fotogramme. Das Jahr 1947 stellte eine Wende in Steinerts Leben dar. Er beendete seine Mediziner-Karriere und wandte sich nun gänzlich der Fotografie zu. 1947 erhielt er die Genehmigung zur Gründung eines Ateliers für künstlerische Fotografie. Von 1948 bis 1951 war Steinert offizieller Theaterfotograf in Saarbrücken. 1948 begann Steinert an der Staatlichen Saarländischen Schule für Kunst und Handwerk zu lehren, deren Direktor er 1952 wurde. Er lernte Josef Adolf Schmoll genannt Eisenwerth kennen, mit dem er eine Arbeitsfreundschaft entwickelte. Im nächsten Jahr gründete er mit Wolfgang Reisewitz, Ludwig Windstoßer, Peter Keetman, Toni Schneiders und Siegfried Lauterwasser die Arbeitsgemeinschaft Freie Fotografie, die sich auf seinen Wunsch hin Fotoform nannte. Steinert, dessen Fotomontagen eine künstlerische Nähe zu Edmund Kestings Arbeiten zeigen, schuf sich einen eigenständigen Bereich in der experimentellen Porträtfotografie mit  solarisierten Negativdrucken, wie sein Fahles Portrait (1949). Steinert organisierte 1951, 1954 und 1958 die Ausstellungen subjektive fotografie I-III. 1961 fotografierte er eine Reihe Porträts von Nobelpreisträgern.
Von April 1959 an bis zu seinem Tod lehrte er an der Folkwangschule für Gestaltung in Essen. 1973 wurde er auch von der Landesregierung Nordrhein-Westfalen zum Professor ernannt. Zu seinen Schülern zählen bekannte Fotografen, Fotolehrer und Kuratoren wie Vicente del Amo, Monika von Boch, Harald Boockmann, Kilian Breier, Adolf Clemens, Erich vom Endt, Ute Eskildsen, André Gelpke, Arno Jansen, Bernd Jansen, Werner Kohn, Guido Mangold, Stephan Morgenstern, Harry S. Morgan, Detlef Orlopp, Timm Rautert, Dirk Reinartz, Heinrich Riebesehl, VA Wölfl und Michael Wolf. Steinert gilt heute als einer der bedeutendsten und einflussreichsten Fotografen im Deutschland der Nachkriegszeit.
Steinerts künstlerischer Nachlass sowie die von ihm für seine Hochschullehre mit Unterstützung der Stadt Essen aufgebaute Sammlung historischer Fotografien wird in der Fotografischen Sammlung des Museum Folkwang in Essen aufbewahrt. Seit 1979 wird der Otto-Steinert-Preis von der Sektion Bild der Deutschen Gesellschaft für Photographie DGPh verliehen. Anlässlich des 100. Geburtstags von Otto Steinert veranstalteten der Studiengang Fotografie an der Folkwang Universität der Künste in Essen gemeinsam mit der Fotografischen Sammlung des Museum Folkwang im November 2015 das internationale Symposium Arbeit am Bild. Otto Steinert und die Felder des Fotografischen.

## Mitgliedschaften
Steinert war im Laufe seines Lebens Mitglied verschiedener Vereine und Verbände, dazu gehörten:
- 1951 Société française de photographie
- 1951 Berufung in die Deutsche Gesellschaft für Photographie (DGPh)
  - 1954–1976 Vorstandsmitglied
  - 1976 Ehrenmitgliedschaft
- 1954 Darmstädter Sezession (als erster Fotograf)
- 1957 Gesellschaft Deutscher Lichtbildner (GDL)
  - 1963–1974 Vorsitzender
- 1968 Ehrenmitglied im VDAV (heute: Deutscher Verband für Fotografie (DVF))
- 1977 Ehrenmitglied im Bund Freischaffender Foto-Designer (BFF)

## Ehrungen und Preise
- 1958 Goldmedaille für hervorragende Leistungen auf der Biennale der Fotografie in Venedig
- 1960 Titel „Professor auf Lebenszeit“ durch die saarländische Regierung
- 1962 Kulturpreis der Deutschen Gesellschaft für Photographie
- 1965 Davanne-Medaille der Société française de photographie
- 1965 David-Octavius-Hill-Medaille der Gesellschaft für Lichtbildner
- 1973 Verdienstkreuz am Bande des Verdienstordens der Bundesrepublik Deutschland

## Ausstellungen (Auswahl)

### Einzelausstellungen
Zu seinen Lebzeiten
- 1949 Gutenberghaus, Sulzbach
- 1954 Staatliche Landesbildstelle, Hamburg
- 1960 Galerie Du Studio 28, Paris
- 1966 Société française de photographie, Paris
- 1970 Ecole nationale superieure d'architecture et des arts visuels, Brüssel
- 1975 Universität/GHS Essen
- 1976/1977 Wanderausstellung in Essen, Stockholm und München

Posthume Ausstellungen
- 1982 Galleria Cembalo Borghese, Rom
- 1984 Galerie Municipale du Château d'Eau, Toulouse
- 1986 Fotografie Forum, Frankfurt am Main
- 1995 Galerie Françoise Paviot, Paris
- 2008 Galerie Kicken Berlin[7]

### Ausstellungsreihe Otto Steinert und seine Schüler
- 1954 Wanderausstellung in Stockholm, Barcelona, Buenos Aires und São Paulo
- 1955 Kunstgewerbemuseum, Göteborg
- 1959 Neues Forum, Bremen und Museum Folkwang, Essen
- 1964 Huidevettershuis, Brügge
- 1973 Société française de photographie, Paris

## Publikationen
- Subjektive Fotografie. Ein Bildband moderner Fotografie, hg. Otto Steinert, Text J.A. Schmoll, Brüder Auer Verlag, Bonn 1952, 1955.
- Akt International, Text von Otto Steinert, Brüder Auer Verlag, München 1954.
- Le Nu international, Vorwort von Pierre Mac Orlan, Text von Otto Steinert, Les éditions Braun & Cie, Paris 1954.
- Otto Steinert, der Initiator einer fotografischen Bewegung, Folkwangschule für Gestaltung, Essen 1959.
- Hugo Erfurth Bildnisse, hg. Otto Steinert, Vorwort J.A. Schmoll, Sigbert Mohn Verlag, Gütersloh 1961.
- Selbstportraits, hg. Otto Steinert, Text von Albrecht Fabri, S. Mohn, Gütersloh 1961.
- Otto Steinert und Schüler, hg. Karl Powek und L. Fritz Gruber, M. Goppinger Galerie, Frankfurt a. M. 1962.
- otto steinert und schüler, Folkwangschule für Gestaltung, Essen 1965.
- Die Kalotypie in Frankreich. Beispiele der Landschafts-, Architektur- und Reisedokumentationsfotografie, hg. Otto Steinert und André Jammes, Ausstellungskatalog, Folkwang-Museum, Essen 1965.
- Düsseldorf – ja, das ist unsere Stadt, hg. Friedrich Tamms, Gestaltung des Bildteils durch Otto Steinert, Econ Verlag, Wien/Düsseldorf 1966.
- Begegnung mit dem Ruhrgebiet, hg. Otto Steinert, Text von Jürgen Lodemann, Econ Verlag, Düsseldorf/wien 1967.
- Das Gesicht der deutschen Industrie, hg. Albert Oeckl und Otto Steinert, Econ Verlag, Düsseldorf/Wien 1968.
- Jacob A. Riis. Beginn einer sozialkritischen Fotografie in den USA, Kataloggestaltung Otto Steinert, Ausstellung aus der Sammlung Rune Hassner, Stockholm, Museum Folkwang, Essen 1971.
- Menschen von gestern und heute. Fotografische Portraits, Skizzen und Dokumentationen von Lotte Jacobi, Katalog zur Ausstellung von Otto Steinert, Mitarbeit Ute Eskildsen, Museum Folkwang, Essen 1973.
- Das technische Bild- und Dokumentationsmittel Fotografie. Stationen, Katalog zur Ausstellung von Otto Steinert, Mitarbeit Ute Eskildsen, Museum Folkwang, Essen, 1973.
- Sammlung Otto Steinert, Fotografien, hg. Ute Eskildsen und Robert Knodt, Ausstellungskatalog, Museum Folkwang, Essen 1981.
- Otto Steinert + subjektive Fotografie, Auktionskatalog, Dietrich Schneider-Henn Auktion, München 2003.
- Otto Steinert, Pariser Formen, hg. Ute Eskildsen, Ausstellungskatalog, Museum Folkwang, Essen 2008.
- Fotosynthesen. Industrie und Landschaft. Fotografische Arbeiten von Otto Steinert und Bernd Lieven, hg. Ralph Melcher, Ausstellungskatalog, Saarlandmuseum, Saarbrücken 2008.
- Weiss und Schwarz = White and black. Fotografien von Otto Steinert und Timm Rautert, Text von Steffen Siegel, Setareh Gallery, Düsseldorf 2014.
- Otto Steinert, hg. Roland Mönig, Ausstellungskatalog, Saarland Museum. Moderne Galerie, 2015.